# Kankan
Kankan je třetí nejlidnatější město v Guineji, rozlohou je dokonce největší. Je hlavním městem stejnojmenné prefektury a regionu.
Nachází se ve východní části země, na řece Milo, přítoku řeky Niger. Podle sčítání lidu z roku 1996 zde žije více než 100 000 obyvatel. Město je známé pro svou univerzitu, svou mešitu (jednu z nejstarších v západní Africe) a mangovníky. Ve městě se rovněž nachází mezinárodní letiště.